# Song Jae-geun
Song Jae-geun (송재근?; 15 febbraio 1974) è un ex pattinatore di short track sudcoreano.

## Palmarès

### Olimpiadi
- Oro a Albertville 1992 nella staffetta 5000 metri.